# Lygosoma carinatum
Lygosoma carinatum là một loài thằn lằn trong họ Scincidae. Loài này được Darevsky & Orlova miêu tả khoa học đầu tiên năm 1996.